# Droga międzynarodowa M02 (Ukraina)
Droga międzynarodowa M02 (ukr. Автошлях М 02) − droga znaczenia międzynarodowego na Ukrainie łącząca drogę M01 z granicą rosyjską. Stanowi część trasy europejskiej E101.